# Avenue Santo Amaro
L'avenue Santo Amaro est une voie artérielle de la ville de São Paulo, au Brésil.

## Situation et accès
Elle relie le district d'Itaim Bibi au district de Santo Amaro. C'est la liaison la plus importante entre le centre et le sud. Initialement une route qui reliait São Paulo et la municipalité aujourd'hui disparue de Santo Amaro, elle constitue aujourd'hui une route importante qui passe pour les quartiers de la zone sud de la capitale de São Paulo.

### Ligne 5 du métro
L'avenue est desservie par la ligne 5–Lilas du métro, avec quatre stations le long de son parcours. Les stations Alto da Boa Vista, Borba Gato et Brooklin ont ouvert leurs portes le 6 septembre 2017. La station Campo Belo, où il y aura intégration avec la ligne 17–Or, a été inaugurée le 8 avril 2019.

## Origine du nom
L'Avenida Santo Amaro tire son nom de l'ancien municipalité de Santo Amaro, aujourd'hui intégré à la ville de São Paulo.

## Historique

### Route de Santo Amaro
L'avenue est devenue Estrada de Santo Amaro (Route de Santo Amaro), une route qui reliait São Paulo et l'ancienne municipalité de Santo Amaro.

### Urbanisation
Avec l'urbanisation, la route a changé son nom pour devenir avenue Adolfo Pinheiro dans la section de l'ancienne municipalité de Santo Amaro.
En 1954, elle a changé son nom pour devenir avenue Santo Amaro, par la loi nº 2.705 du 07/10.
En 1962, par la loi n° 5.934 du 16/02, l'avenue Santo Amaro a incorporé une partie de l'avenue Adolfo Pinheiro, un tronçon de la rua Texas à la rua São Sebastião. Par cette même loi, la même Avenue Santo Amaro a incorporé une partie de l'avenue João Dias.

### Couloir de bus
Jusqu'au milieu du XXe siècle, l'avenue n'était généralement pas encombrée, mais cette situation a changé avec la croissance du nombre de lignes de bus, qui a atteint quatre cents par heure en 1986, alors que l'avenue ne pouvait en accueillir plus de 250 par heure. En conséquence, les bus formaient d'énormes files d'attente près des arrêts, s'arrêtant dans des files d'attente doubles, voire triples.
Pour pallier ce problème, un couloir de transport collectif en site propre a été aménagée dans les voies centrales. L'avenue, qui comptait trois voies dans chaque sens, en compte désormais deux pour les voitures et une pour les bus dans chaque voie, cette dernière étant séparée des autres par de petits murs et garde-corps en béton. Les travaux ont commencé en août 1985, au largo Treze de Maio, à Santo Amaro, et se sont poursuivis vers le centre-ville. "Il s'agit de l'une des interférences les plus importantes dans le système de transports publics que la ville ait subies ces derniers temps", a déclaré Jair Carvalho Monteiro, alors président de la Companhia Municipal de Transportes Coletivos, au magazine Veja em São Paulo en 1986.
Parallèlement au corridor, des terminaux de bus ont été construits au largo Treze et sur l'avenue João Dias, qui ont commencé à recevoir des lignes qui partaient de quartiers plus éloignés de la zone sud, à l'époque déjà avec une intégration afin que le même billet puisse être utilisé pour des déplacements dans plus d'une ligne avec correspondances aux terminaux.
Bien qu'elle traverse des quartiers extrêmement prisés de la ville de São Paulo, après l'inauguration du corridor de bus en 1986, l'avenue a commencé à faire face à un processus de dégradation, avec un grand nombre d'anciennes propriétés abandonnées ou détériorées. Ces propriétés constituaient des éléments de contraste urbain et architectural pour des quartiers tels que Vila Nova Conceição et Moema, appartenant à la zone A du CRECI.

### Incendie sur le viaduc de l'avenue dos Bandeirantes
Le 13 février 2016, la structure du viaduc de l'avenue Santo Amaro sur l'avenue dos Bandeirantes, construit en 1969, a été endommagée par un incendie survenu après un accident de la circulation impliquant deux camions. Le conseil municipal a même envisagé sa démolition,, pour un coût estimé à quarante millions de reais. Douze jours plus tard, le 25 février, le viaduc est rouvert à la circulation des bus ; le 3 mars, pour la circulation des taxis ; et le 6 septembre, pour le trafic général.

### Rénovation de l’Avenue Santo Amaro
Depuis 2022, l'avenue Santo Amaro est en rénovation. La rénovation consiste à élargir les trottoirs et les pistes,.